# Marcus Gilmore
Marcus Gilmore (Hollis (Queens), 10 oktober 1986) is een Amerikaanse jazzdrummer. In 2009 nam The New York Times-criticus Ben Ratliff Gilmore op in zijn lijst van drummers die nieuwe manieren vinden om naar het drumstel en naar de jazz zelf te kijken.

## Biografie
Marcus Gilmore is de kleinzoon van Roy Haynes en de neef van Graham Haynes. Op 10-jarige leeftijd kreeg hij zijn eerste drumstel van Roy Haynes. Hij studeerde af aan de Fiorello H. LaGuardia High School of Music & Art and Performing Arts en ontving ook volledige beurzen voor de Juilliard School of Music en de Manhattan School of Music. Hij toert professioneel sinds zijn zestiende.
Gilmore trad op met enkele van de bekendste jazzartiesten, waaronder Chick Corea, Gonzalo Rubalcaba, Nicholas Payton, Steve Coleman, Vijay Iyer en Ambrose Akinmusire. Hij begint ook aan soloprojecten met zijn bands Actions Speak en Silhouwav.
Hij is uitgeroepen tot protégé van het Rolex Mentors And Protégé-project van 2018.
In augustus 2020 droeg Gilmore bij aan de live gestreamde opname van de ep VOYAGE-19 van zanger Bilal, die op afstand werd gemaakt tijdens de pandemie van COVID-19. Het werd de volgende maand vrijgegeven en de opbrengst van de verkoop ging naar deelnemende muzikanten die in financiële moeilijkheden verkeerden door de lockdown.

## Muziekstijl
Net als zijn grootvader put Gilmore uit een breed scala aan invloeden, van Tony Williams tot freejazz-drummer Milford Graves. Hij heeft specifiek Elvin Jones genoemd op het album Speak No Evil en Tony Williams' Lifetime als invloeden.

## Prijzen en onderscheidingen
Marcus Gilmore ontving verschillende prijzen, zoals een Latin Grammy Award voor zijn werk met pianist en componist Chick Corea.
Marcus werd in 2016 door het tijdschrift DownBeat geïntroduceerd als een van de «25 for the Future».
Gilmore stond op de cover van het juni 2019 nummer van Modern Drummer.

## Discografie

### As sideman
Met Steve Coleman
- 2006 Steve Coleman and Five Elements, Weaving Symbolics (Blue Label)
- 2011 The Mancy of Sound (Pi Recordings)
- 2015 Synovial Joints (Pi)

Met Chick Corea
- 2012 The Continents: Concerto for Jazz Quintet & Chamber Orchestra
- 2013 The Vigil
- 2019 Antidote

Met Graham Haynes
- 2007 Full Circle (Kindred Rhythm)

Met Taylor McFerrin
- 2014 Early Riser (Brainfeeder)

Met Gilad Hekselman
- 2008 Words Unspoken
- 2011 Hearts Wide Open (Jazz Village)
- 2013 This Just In (Jazz Village)
- 2015 Homes

Met Vijay Iyer
- 2005 Reimagining (Savoy Jazz )
- 2008 Tragicomic (Sunnyside)
- 2009 Historicity (ACT)
- 2012 Accelerando (ACT)
- 2015 Break Stuff (ECM)

Met Joe Martin
- 2009 Not by Chance (Anzic)

Met Nicholas Payton
- 2008 Into the Blue (Nonesuch)

Met Chris Potter
- 2017 The Dreamer Is the Dream (ECM)

Met Gonzalo Rubalcaba
- 2008 Avatar (Blue Note)
- 2011 XXI Century (SPassion)

Met Mark Turner
- 2014 Lathe of Heaven (ECM)

Met Ambrose Akinmusire
- 2018 Origami Harvest (Blue Note)

Met In Common: Walter Smith III & Matthew Stevens
- 2018 In Common (Feat. Joel Ross, Harish Raghavan and Marcus Gilmore) (Whirlwind Recordings)

- Bibsys: 7031024
- Bibliothèque nationale de France: cb156052370 (data)
- Gemeinsame Normdatei: 135512611
- International Standard Name Identifier: 0000 0000 5524 9947
- Library of Congress Control Number: no2006023374
- MusicBrainz: d3694b9d-a6e0-4b2a-ac39-c38a3a774412
- Nationale Bibliotheek van Israël: 987007395564205171
- Réseau des bibliothèques de Suisse occidentale: 02-A016718665
- Système universitaire de documentation: 158334574
- Virtual International Authority File: 61873119
- WorldCat: E39PBJwMFGckj46FGfmBymWJjC